# Kurozwęcz
Kurozwęcz (przed 1945 r. niem. Kursewanz) – wieś w Polsce położona w województwie zachodniopomorskim, w powiecie koszalińskim, w gminie Świeszyno, przy trasie drogi wojewódzkiej nr 168. Na południe od Kurozwęcza znajduje się lotnisko Koszalin-Zegrze Pomorskie.
Według danych z końca grudnia 1999 r. wieś miała 134 mieszkańców.
Sołectwo "Kurozwęcz" tworzy jedynie wieś Kurozwęcz. 
W latach 1975–1998 miejscowość administracyjnie należała do województwa koszalińskiego.
We wsi był przystanek kolejowy Kurozwęcz.